# Ceremony (Album)
Ceremony ist das fünfte Studioalbum der Rockband The Cult. Es erschien am 23. September 1991. Das Album wurde sehr positiv von den Musikkritikern und Fans aufgenommen. Es folgte den früheren weltweiten Erfolgen des Albums Electric von 1987 und der Platte Sonic Temple aus dem Jahre 1989. Es war stark von der indianischen Kultur inspiriert.

## Hintergrund
Das Album wurde in einigen Ländern erst später veröffentlicht (Südkorea und Thailand, in denen das Album erst im Jahre 1992 erschien). In der Türkei wurde das Album erst im Juni 1993 auf den Markt gebracht, nachdem die Band einige Auftritte in Istanbul absolviert hatte.
Das Verhältnis zwischen Ian Astbury und Billy Duffy war zur Zeit der Aufnahmen für die Platte auf einem Tiefpunkt angekommen, sodass sie selten gemeinsam im Studio aufnahmen. Astbury und Duffy arbeiteten für die Demo-Aufnahmen mit Todd Hoffman und James Kottak. Die eigentlichen Aufnahmen für die Platte entstanden zusammen mit Mickey Curry am Schlagzeug und Charley Drayton am Bass.

## Titelliste
Alle Stücke wurden von Ian Astbury und Billy Duffy geschrieben.
1. Ceremony – 6:27
2. Wild Hearted Son – 5:41
3. Earth Mofo – 4:42
4. White – 7:56
5. If – 5:25
6. Full Tilt – 4:51
7. Heart of Soul – 5:55
8. Bangkok Rain – 5:47
9. Indian – 4:53
10. Sweet Salvation – 5:25
11. Wonderland – 6:10

## Personal
- Ian Astbury – Gesang
- Billy Duffy – Gitarre

### Andere Mitwirkende
- Alex Acuña – Percussion
- Mickey Curry – Schlagzeug
- Charley Drayton – Bass
- Tommy Funderburk – Background Stimme
- Donny Gerrard – Background Stimme
- Suzie Katayama – Cello
- Mona Lisa – Background Stimme
- Yvonne St. James – Background Stimme
- Benmont Tench – Orgel
- Scott Thurston – Synthesizer, Piano
- Richie Zito – Keyboards

- Mix von Mike Fraser